# Moorbek (Lottbek)
|  | Per a altres significats, vegeu «Moorbek». |

El Moorbek és un afluent del riu Lottbek als estats d'Hamburg i d'Slesvig-Holstein a Alemanya. Neix a Wulfsdorf (Stormarn), un nucli d'Ahrensburg. Desemboca al Lottbek, a la confluència amb el Deepenreiengraben, a la frontera de Volksdorf i del municipi holsteinià de Lottbek.
Un sender per a passejants i ciclistes des de la confluència del Moorbek i del Deepenreiengraben fins a la font a Wulksdorf voreja el riu i condueix el vianant o l'esportista a través de paisatges sorprenents. El seu nom baix alemany significa 'riu' (bek) 'de l'aiguamoll' (moor). Els escolars de l'institut Volksdörfer Gesamtschule van adoptar el rierol.

## Galeria
Fotos d'amunt cap a avall

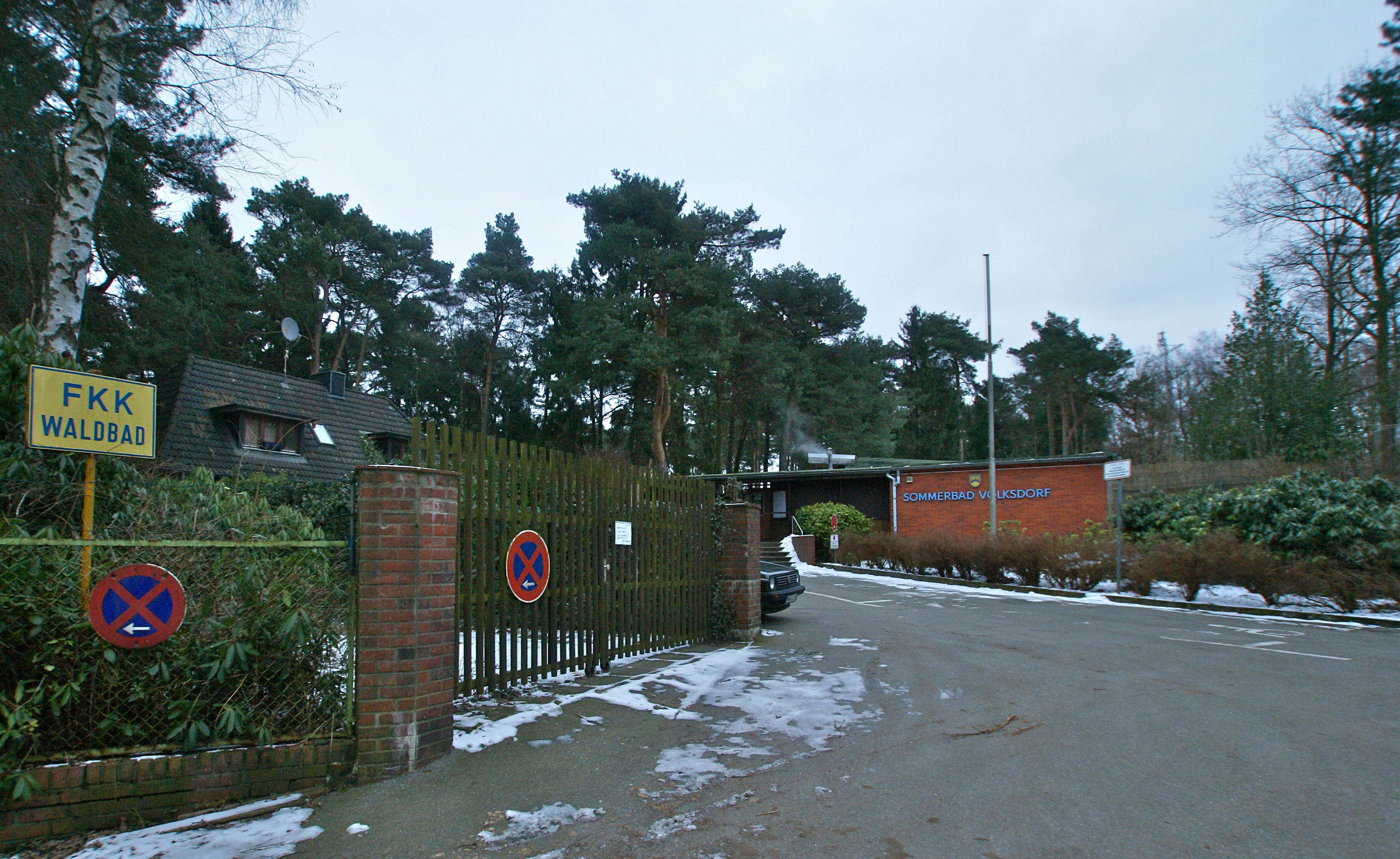
L'entrada de les piscines a cel obert a la riba del Moorbek
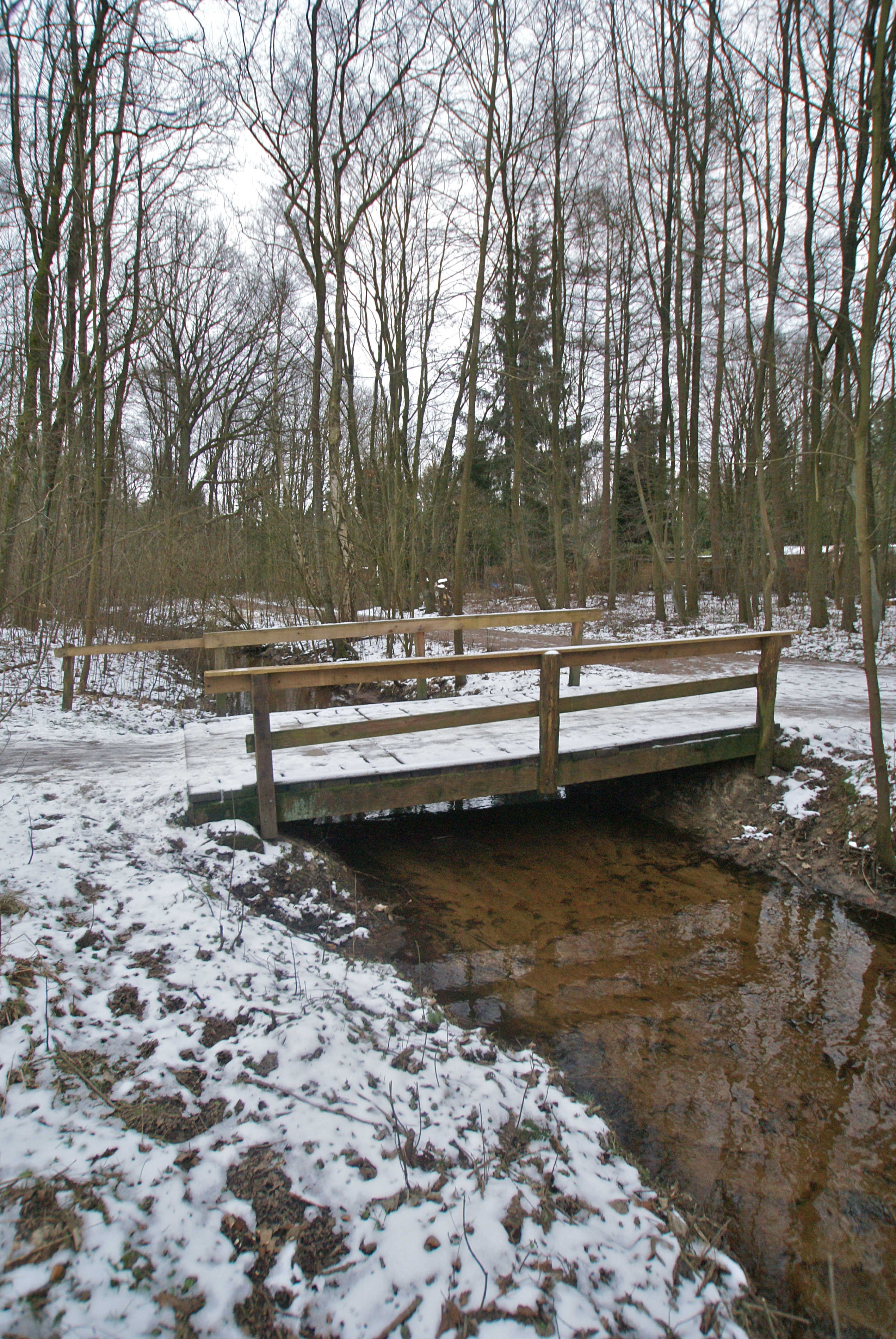
Un pont al Moorbek a Wulfsdorf
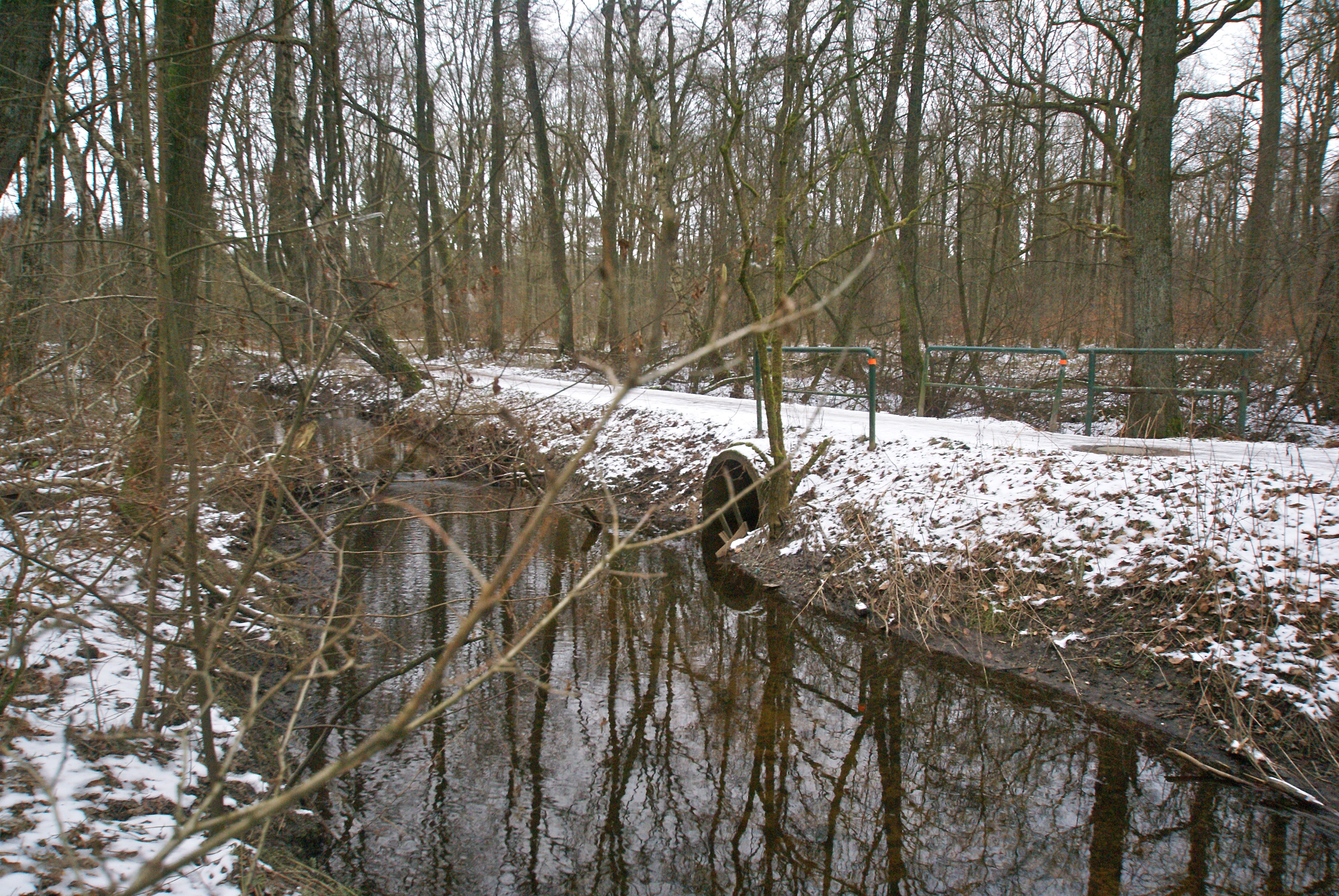
Aiguabarreig del Moorbek i del Deepenreiengraben